# Pete Vordenberg
Peter „Pete“ Vordenberg (* 2. November 1971 in Rota) ist ein ehemaliger US-amerikanischer Skilangläufer. 
Vordenberg nahm bis 2002 an FIS-Rennen und am Continental-Cup teil. Dabei kam er dreimal auf den zweiten und einmal auf den dritten Platz. Bei den Olympischen Winterspielen 1992 in Albertville belegte er den 57. Platz über 50 km Freistil und den 51. Rang über 30 km klassisch und bei den Olympischen Winterspielen 1994 in Lillehammer den 49. Platz über 50 km klassisch.